# Warnemünder Vogtei

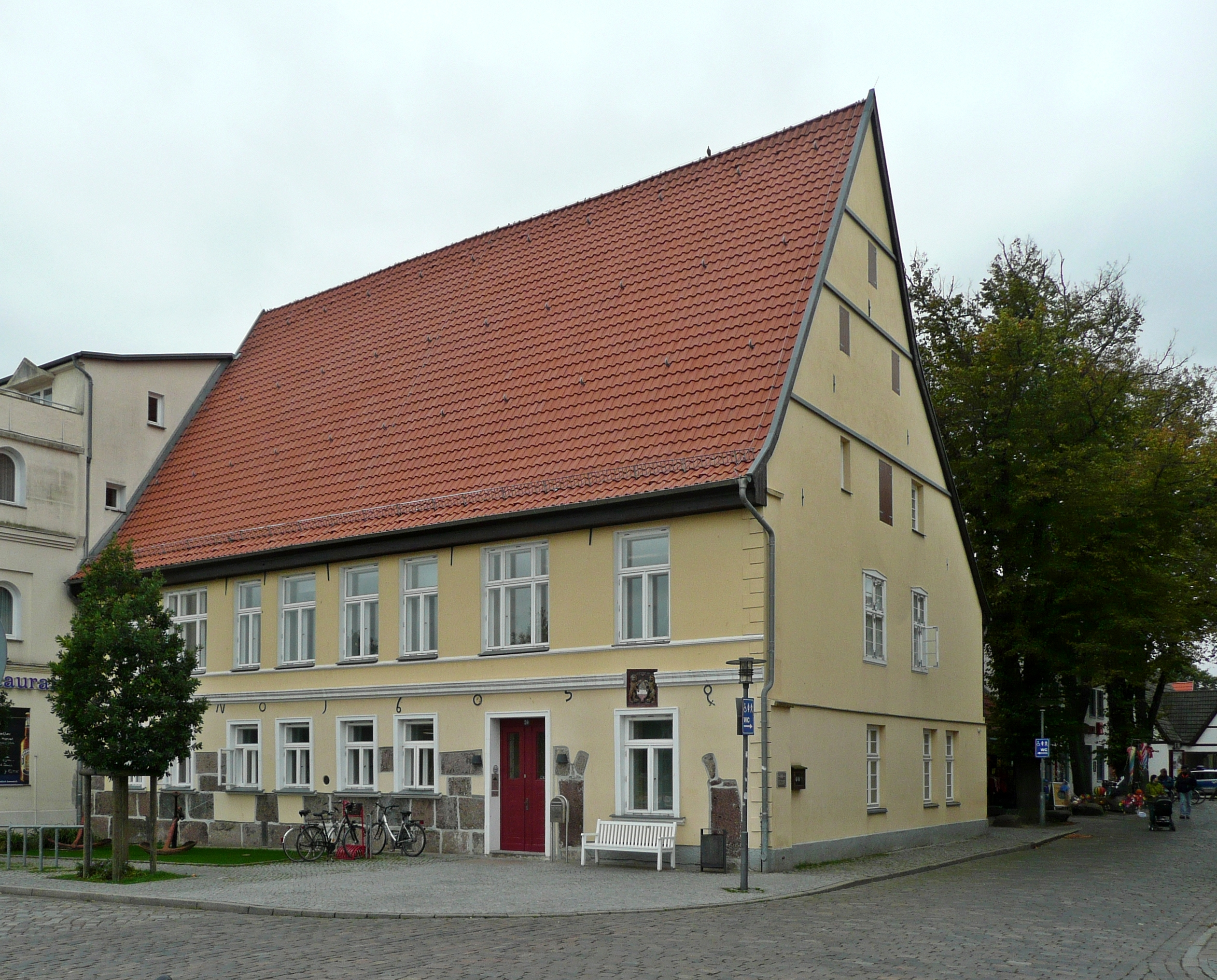
Warnemünder Vogtei

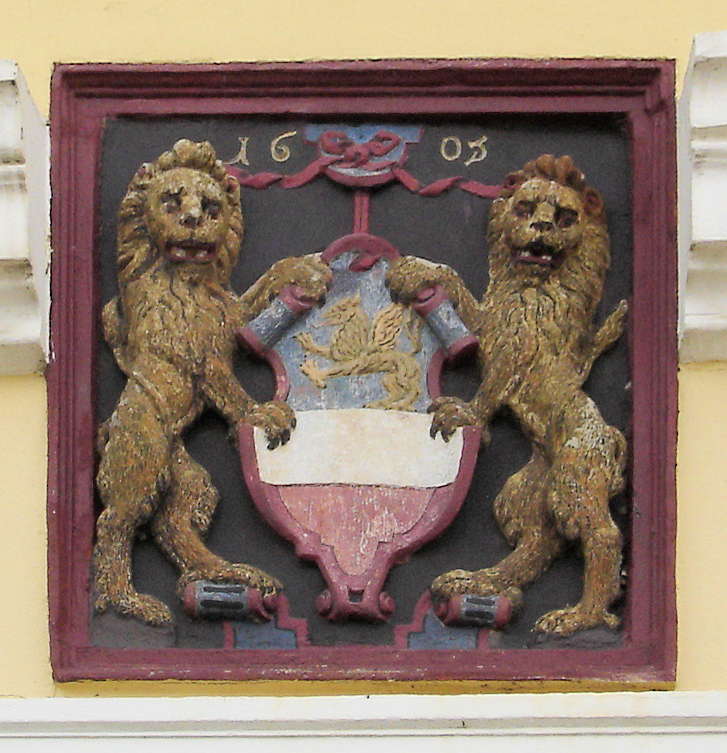
Rostocker Wappen neben dem Eingang, 1605

Die Warnemünder Vogtei ist das älteste erhaltengebliebene Haus der Warnemünder Ortsgeschichte. Bereits bevor Rostock das Dorf am 11. März 1323 kaufte, residierte in Warnemünde ein Vogt des mecklenburgischen Landesherren Fürst Heinrich II., genannt der Löwe. Er hieß Ludberg Starkader und wohnte in Diedrichshagen, damals ein kleines Bauerndorf 4 km westlich von Warnemünde.
Auch der Rostocker Rat setzte einen Vogt ein. Dessen Residenz war ebenfalls die Vogtei, die das einzige Dwarshaus (Querhaus) in Warnemünde war. Alle anderen Häuser standen mit ihrem Giebel zur Warnow hin. Die Hausinschrift Anno 1605 war irreführend, denn die bei der in den 1990er Jahren erfolgten Restaurierung gefundenen Grundfesten dieses Hauses gehen bereits auf die Jahre um 1300 zurück. Ob dieses Haus zu diesem Zeitpunkt bereits Vogtei hieß, konnte nicht mehr eindeutig herausgefunden werden. Die gewaltigen Granitsteine, die man bei der Rekonstruktion freilegte, kamen wahrscheinlich bereits im 13. Jahrhundert auf Schiffen nach Warnemünde. Restauratoren fanden in der Vogtei Farbschichten, die über 300 Jahre alt sind.
Koordinaten: 54° 10′ 36″ N, 12° 5′ 17″ O